# الکزندر (مین)
الکزندر، ماین (به انگلیسی: Alexander, Maine) یک منطقهٔ مسکونی در ایالات متحده آمریکا است که در ایالت مین واقع شده‌است.

## خصوصیات
الکزندر ۱۱۸٫۲۳ کیلومترمربع مساحت و ۴۹۹ نفر جمعیت دارد و ۱۲۷ متر بالاتر از سطح دریا واقع شده‌است.